# イエロージャケット (マーベル・コミック)
イエロージャケット（Yellowjacket）は、マーベルコミックスが出版するコミックに登場する架空のスーパーヒーローである。 その多くはマーベルの主要なシェアード・ワールドであるマーベル・ユニバースに登場する。また、2015年の映画『アントマン』でもイエロージャケットが登場した。

## ハンク・ピム
ハンク・ピム（Hank Pym）は、メインストリームのマーベル・コミックスで初めてイエロージャケットのコードネームを使ったキャラクターである。彼は他にアントマン、ジャイアントマン、ゴライアス、ワスプを名乗っている。彼はアベンジャーズやディフェンダーズといったヒーローチームへの所属経験もある。

## リタ・デマラ
リタ・デマラ（Rita DeMara）は、2代目のイエロージャケットであり、スーパーヴィランとして初登場した。彼女はスーパーヴィラングループのマスターズ・オブ・イーヴィルとフェミゾンズに所属した。デマラはその後スーパーヒロインへと転向し、アベンジャーズやガーディアンズ・オブ・ザ・ギャラクシーに所属した。彼女はイモータスに操られたアイアンマンによって殺されるが、「カオス・ウォー」展開の際に復活した。

## 他のバージョン

### アース-1610
アルティメット・マーベル・ユニバースのイエロージャケットは2バージョンある。1つ目は消耗兵士ロボットとして作られたウルトロンである。ヘンリー・ピムはアルティメッツと瓜二つのアンドロイドを作った。ウルトロンはスカーレット・ウィッチに恋するが彼女に拒絶され、イエロージャケットを操って彼女を殺害する。
その後はヘンリー・ピムがイエロージャケットを名乗っている。

## MCU版
マーベル・シネマティック・ユニバース（MCU）では、イエロージャケットの開発・装着者であるダレン・クロス（Darren Cross）をコリー・ストールが演じる。日本語吹替は大川透が担当。

### キャラクター像
ハンク・ピムの元弟子兼助手であり、マサチューセッツ工科大学を首席で卒業した経歴を持つ 現“ピム・テック”CEO兼科学者。同社の会長でピムの愛娘であるホープ・ヴァン・ダインは、業務上のパートナーである。
若き頃、ピムに「自分と似ている才気溢れる科学者」と認められて彼と師弟関係を育み、ピム・テックを牽引する優秀な人材となったが、秘匿されていた“ピム粒子”の存在を知り、ピムが愛弟子の自分にも全てを託さなかったと失望。やがてピムの研究を奪い、師をも上回りたいという願望と、ピム・テックを完全掌握して“クロス・テクノロジー”と改名させる欲望にまで取り憑かれてしまった。そして実験を繰り返し、自身の腕でピム粒子の複製品である“クロス粒子”を発明した。
普段は知的で、自分の研究成果を自慢したがるトップセールスマンのように振る舞い、ピムが計画を妨害すると察してスコット・ラング/アントマンの素性を調べたり、“アントマン・スーツ”を模倣して完成させた“イエロージャケット”と、これの運用に必要不可欠なクロス粒子を個別に売り出して利益を一層あげようとするなど計算高い男である。だが、自身の頭脳を保護せずにクロス粒子の実験を繰り返したことで、精神的に不安定になっており、イエロージャケットに関する計画に疑問と不安を持って意見した同僚を躊躇なく殺害したり、追い詰められると激情を剥き出しにしたり、敵対者を倒すために自身の側近たちをも平気で犠牲にし、無関係な民間人たちまで巻き込むなど、残虐で下劣なマッドサイエンティストとなり果てた。

### ツール
イエロージャケット（Yellowjacket）
ダレンが開発した、クロス粒子が装填された軍事用プロトタイプスーツで、黄色い毒虫を模したデザイン。優れた硬度を誇るチタンと柔軟性ある動きを可能にし伸縮する繊維、軍事用ケブラーなどが素材にあてがわれ、エネルギー兵器を反射させるための実験的コーティングも施されており、強靭な接合部は縮小した相手の侵入も防ぐ。これに加えて衝撃吸収ツール搭載の耐火性ブーツ、戦闘用強化ガントレット、格納式フェイスプレートと分子呼吸器を備えたヘルメット、背部のセンサー及び通信アンテナや強力なレーザー発射装置“スティンガー” を装備した4本の収縮機能付き駆動アームまで、徹底的に兵器化されている。さらにアントマン・スーツと同様に縮小・拡大機能を有し、背部のブースターロケットによるホバリングと飛行機能も持ち併せている。但し縮小機能については、クロス粒子の性質から必ずしもピム粒子と均一の速度で縮小できるわけではなく、装着者の身体を内側から破裂させてしまう欠陥も有している。
ダレンによって1機分が試作され、縮小された状態でピム・テック本社屋の専用保管室のチェンバー内に保管。ダレンは会社の業績を上げるためにこれを量産・兵器化して、世界中の様々な組織に売買する計画を提唱した。そのための先駆けとして、披露会でミッチェル・カーソンら“ヒドラ”幹部に売り渡そうとしたが、スコットたちの妨害で失敗し、自ら本スーツを装着してスコットと激闘を展開。しかしスコットの決死の攻撃で破壊される。
ロキが変異体として移送された“虚無”においては、巨大化し朽ち果てたヘルメットが一瞬だけ登場している。スーツの他の部分や着用者の詳細は不明。
シュリンクガン（Shrink Gun）
ダレンがイエロージャケット完成前に試作した、クロス粒子放射銃。無機物だけしか縮小できないクロス粒子を放射するため、生物に対して放射し浴びせるとタンパク質の塊となる。そのためダレンはこれを邪魔者と見做した人物の始末に使用し、イエロージャケットに対して疑問を呈した同僚の“フランク”をこれで暗殺する。
このほかにもダレンは、 V12ヴァンキッシュSを愛車としており、ヒドラのエージェントのグロック17や、自身の側近のベレッタ 92FS Inoxも使用した。

### 描写
『アントマン』
物語の前半でピムやカーソンらをピム・テック本社屋に招き、イエロージャケットのセールスプロモーションを催した。その後、クロス粒子とイエロージャケットの度重なる研究・開発を成功させると、ヒドラ幹部らへの販売を目論み、ピムの自宅に現れて彼を招待して披露会を開催し、その裏で行われていたスコットのイエロージャケット奪取を防いで、ピムを射殺しようとするが、スコットの機転で頓挫してしまい、ヘリコプターで逃走を図る。そしてピム・テック本社屋まで爆破されたことでスコットに憎悪を向け、自らイエロージャケットを装着し彼に牙を剥く。一時はヘリコプターから転落し民家の誘蛾灯に挟まるが、事情を知らないジム・パクストンたちがスコットを再逮捕したため難を逃れた。
そしてスコット抹殺のために、パクストンの自宅に乗り込んでキャシーたちに襲いかかるも、駆けつけたスコットとの激闘の末に、イエロージャケットを破壊されて、消滅する。

## 他のメディア

### テレビ
- 『アベンジャーズ 地球最強のヒーロー』でパーソナリティ障害に苦しんだハンク・ピムが自分の死を偽装した後にイエロージャケットとして登場する[9]。

### ゲーム
- 『Marvel: Ultimate Alliance 2』ではハンク・ピムのイエロージャケットが登場し、ウォーリー・ウィンガートが声優を務めた。